# Mebyon Kernow
Mebyon Kernow – The Party for Cornwall (termine in lingua cornica che sta per Figli di Cornovaglia) è un partito politico nazionalista di centro-sinistra operativo in Cornovaglia, nel Regno Unito. Nel suo programma ha la devoluzione per la Cornovaglia, nella forma di un'Assemblea cornica, oltre alla socialdemocrazia e alla protezione dell'ambiente. Molti appartenenti hanno lasciato questo partito per unirsi al Partito Nazionalista Cornico.
MK fu costituito come gruppo nel 1951, e conteneva membri attivisti e politici di diversi partiti. Il primo leader fu Helena Charles, e la prima vittoria elettorale giunse nel 1953, con i membri che si candidarono come indipendenti. Negli anni '70 divenne un partito politico a pieno titolo, e da allora si è candidato alle elezioni per il Parlamento del Regno Unito e per il Parlamento europeo, come anche per il governo locale della Cornovaglia.
Il partito è membro dell'Alleanza Libera Europea ed ha legami stretti con Plaid Cymru, con il Partito Nazionale Scozzese e con l'Unione Democratica Bretone. Attualmente conta quattro consiglieri eletti nel Consiglio della Cornovaglia, e 22 consiglieri cittadini. Dick Cole ne è leader dal 1997.

## Ideologia
L'idea politica del Mebyon Kernow è quella di rendere la Cornovaglia una delle Home Nations del Regno Unito, equiparandola così ad Inghilterra, Scozia, Galles ed Irlanda del Nord, e quella di istituire un parlamento, l'Assemblea della Cornovaglia.

## Segretari
- Helena Charles (1951–1957)
- Major Cecil Beer (1957–1960)
- Robert Dunstone (1960–1968)
- Len Truran (1968–1973)
- Richard Jenkin (1973–1983)
- Julyan Drew (1983–1985)
- Pedyr Prior (1985–1986)
- Loveday Carlyon (1986–1989)
- Loveday Jenkin (1991–1997)
- Dick Cole (1997–in carica)

## Risultati elettorali

### Parlamento europeo
| Anno | Voti   | Seggi  |
| ---- | ------ | ------ |
| 2009 | 14 922 | 0 / 73 |

### Camera dei Comuni
| Anno | Voti  | Seggi   |
| ---- | ----- | ------- |
| 1997 | 1 906 | 0 / 650 |
| 2001 | 3 199 | 0 / 650 |
| 2005 | 3 552 | 0 / 650 |
| 2010 | 5 379 | 0 / 650 |
| 2015 | 5 675 | 0 / 650 |

### Consiglio della Cornovaglia
| Anno | Voti  | Seggi   |
| ---- | ----- | ------- |
| 2013 | 6 824 | 4 / 123 |